# Александър Ведерников
Александър Александрович Ведерников (11 януари 1964 г., Москва – 30 октомври 2020 г., пак там) – съветски и руски диригент. Заслужил артист на Руската федерация (2007).
Син на солиста на „Болшой театър“, баса Александър Ведерников, и пианистката, органистка, професор от Московската консерватория Наталия Гуреева.

## Биография
Александър Ведерников е роден на 11 януари 1964 г. в Москва. Завършва Академичното музикално училище към Московската консерватория по пиано. През 1988 г. завършва Московската консерватория със специалност „Оперно и симфонично дирижиране“ при Леонид Николаев и се усъвършенства при Марк Ермлер.
От 1988 до 1991 г. е диригент на Московския държавен академичен музикален театър на името на Станиславски и Немирович-Данченко.
От 1988 до 1995 г. е асистент, по-късно втори диригент на „Болшой симфоничен оркестр“ на Чайковски под палката на В. Федосеев.
През 90-те дирижира балетни представления в театри в Милано, Торино и Рим („Лебедово езеро“, „Лешникотрошачката“ и „Спящата красавица“ от Пьотър Чайковски, „Ромео и Жулиета“ от Сергей Прокофиев).
През сезон 1996 – 1997 г. дебютира в Ковънт Гардън в балетните спектакли на „Пепеляшка“ от Прокофиев и „Лебедово езеро“ от Чайковски.
Александър Ведерников е дирижирал оперни представления в Париж (Гранд Опера), Берлин (Дойче Опер, Комише Опер), Стокхолм, Копенхаген, Хелзинки, Хамбург, Щутгарт, Цюрих и др. През 2013 г. дебютира в Метрополитън опера.
Ведерников е свирил с известни руски оркестри: Държавен симфоничен оркестър, RNO, NPR, Заслужил ансамбъл на Русия, Академичен симфоничен оркестър на Санкт Петербургската филхармония, както и европейски оркестри: Лондонска филхармония, Оркестър на BBC, Orchester de Paris, Национален оркестър на Франция, Филхармоничен оркестър на Радио Франция, Токийска филхармония, Симфоничен оркестър на NHK, Кралски шотландски национален оркестър, Симфоничен оркестър на Баварското радио, Staatskapelle Dresden, Кралски шведски филхармоничен оркестър, Национален оркестър RAI, Национален симфоничен оркестър на САЩ, симфонични оркестри на Монреал, Хага, Будапеща, Сидни, Сао Пауло и много други.
През 2001 – 2004 г. А. А. Ведерников е художествен ръководител и главен диригент на симфоничния оркестър на Руската филхармония, който той основава.
От 27 юни 2001 г. до 17 юли 2009 г. – главен диригент – музикален директор на „Болшой театър“. Сценични постановки на оперите „Хованщина“, „Адриана Лекуврьор“, „Руслан и Людмила“, „Турандот“, „Летящият холандец“, „Огнен ангел“, „Война и мир“, „Евгений Онегин“, „Фалстаф“, „Борис Годунов“ (в авторското издание), „Приказката за град Китеж“ и др. Като музикален ръководител той изнася премиерата на операта на Леонид Десятников „Децата на Розентал“. Той напуска този пост поради разногласия с ръководството на театъра.
От 2009 до 2018 г. – главен диригент на Симфоничния оркестър на Оденсе (Дания). От 2018 г. е първият почетен диригент в историята на оркестъра.
През септември 2017 г. става главен диригент на Кралската датска опера.
През 2019 г. е назначен за музикален директор и главен диригент на Михайловския театър в Санкт Петербург.
Сред солистите, с които Ведерников си сътрудничи, са Марта Аргерич, Миша Майски, Франк-Петер Цимерман, Юрий Башмет, Наталия Гутман, Михаил Плетньов, Николай Лугански, Борис Березовски, Андрей Коробейников, Александър Князев, Лайвичус Синевалу, Олга Бородина, Сергей Лейферкус и др.
Умира на 57-годишна възраст на 30 октомври 2020 г. от пневмония в 52-ра болница в Москва, където се лекува от коронавирус. Погребан е на Миусското гробище.